# Norrgårdsöns naturreservat
Norrgårdsöns naturreservat är ett naturreservat i Värmdö kommun i Stockholms län.
Området är naturskyddat sedan 1949 och är 2,9 hektar stort. Reservatet omfattar en mindre höjd på nordvästra delen av   Norrgårdsön i anslutning till Hjälmö-Lådna naturreservat.